# Clathurellinae
Clathurellinae é uma subfamília de gastrópodes pertencente a família Conidae.

## Gêneros
- Abyssothauma
- Anarithma
- Aphanitoma Bellardi, 1875
- Arielia
- Asthenotoma Harris & Burrows, 1891
- Austroturris
- Awateria
- Bathytoma
- Borsonella
- Borsonia Bellardi, 1839
- Buridrillia
- Clathurella Carpenter, 1857
- Comarmondia Monterosato, 1884
- Cordieria
- Corinnaeturris Bouchet & Waren, 1980
- Crockerella
- Cruziturricula
- Cryptomella
- Cytharopsis
- Darbya
- Diptychophila
- Drilliola Locard, 1897
- Etrema Hedley, 1918
- Etremopa
- Etremopsis
- Filodrillia
- Genota H & A. Adams, 1853
- Genotina
- Glyphostoma
- Heteroturris
- Leiosyrinx
- Lovellona
- Maorimorpha
- Maoritomella
- Mitrellatoma
- Mitrithara
- Mitromorpha Adams, 1865
- Nannodiella
- Ophiodermella
- Paraborsonia
- Phenatoma
- Pulsarella
- Retidrillia
- Scrinium
- Strombinoturris
- Suavodrillia Dall, 1918
- Tomopleura
- Tropidoturris
- Typhlomangelia Sars G.O., 1878
- Typhlosyrinx
- Vexithara
- Wairarapa
- Zetekia